# HMS Odin (N84)
Pour les autres navires du même nom, voir HMS Odin.
Le HMS Odin (N84) est un sous-marin, navire de tête de la classe Odin, mis en service dans la Royal Navy.

## Conception
Lors de la conférence de désarmement de Washington, en 1921-1922, la délégation britannique aurait désiré que le traité qui en fut la conclusion interdise l’arme sous-marine. Mais c’était une vaine requête, alors que les U-Boote allemands venaient de faire preuve de leur redoutable efficacité durant la Première Guerre mondiale. Ayant échoué à faire interdire les sous-marins, les Britanniques recommencèrent à en construire à partir de 1923. Le modèle choisi fut le L52 de 1917, de classe L. Le type O, qui en dérivait, était plus long et plus large. Comme lui, il avait six tubes lance-torpilles d’étrave de 21 pouces (533 millimètres) et deux tubes de chasse à l’arrière, avec une torpille de rechange pour chaque tube. Il ne donnait que 15,5 nœuds (28 km/h) en surface, deux nœuds de moins que son prédécesseur, mais ceci était compensé par un rayon d'action très supérieur. Le succès du prototype, le HMS Oberon, amena la construction à partir de 1926 de six sous-marins de la classe Odin destinés à l’Extrême-Orient. Malheureusement, pour des raisons d’économie, une erreur de conception fut commise : certains des réservoirs à mazout furent placés dans la partie supérieure des ballasts et, étant donné l’impossibilité de rendre une coque rivetée tout à fait étanche, il y avait à la surface de la mer une traînée indiscrète de gas-oil qui révélait la présence du sous-marin. Cela contribua à la perte de quatre d’entre eux en Méditerranée en 1940-1942.

## Engagements
Sa quille est posée par la HM Dockyard à Chatham (Kent) le 23 juin 1927, il est lancé le 5 mai 1928 et mis en service le 21 décembre 1929. Le nom Odin fait référence au Man'o'war danois de 74 canons rendu aux Britanniques en 1807.
Il a servi avec la 5e flottille à Portsmouth en 1929-1930, avec la 4e flottille à Hong Kong de 1930 à 1939, avec la 8e flottille à Colombo à Ceylan en 1939-1940 et avec la 1re flottille à Alexandrie en Égypte en 1940.
L'Odin est grenadé, éperonné en surface par le destroyer italien Strale et le destroyer de la classe Folgore Baleno, et coulé dans le golfe de Tarente le 13 juin 1940.